# 西嶋千春
西嶋 千春（にしじま ちはる、2月1日 - ）は、日本の競技麻雀団体・最高位戦日本プロ麻雀協会に所属する女流プロ雀士である。埼玉県出身。

## 略歴
早稲田大学を卒業後、職探しに失敗したことをきっかけに、親元を離れて生計を立てるために雀荘でのアルバイトを始める。雀荘での勤務時間が長かったことからプロとしてのキャリアを考えはじめ、2009年に第34期前期生として最高位戦日本プロ麻雀協会に入会、麻雀プロとなった。所属団体の女流リーグでは2014年の第13期で初めて、そして2016年の第15期でも女流最高位決定戦に進出するも、ともに3位という成績で終わった。その間、2015年に開催された最高位戦主催のタイトル戦・第16期女流名人戦でも準優勝となった。2017年には3度目となる第17期女流最高位決定戦に進出し、最終局での逆転により3連覇中の大平亜季を退けての初優勝を収めた。その後、所属団体のリーグ戦タイトルホルダーとして出場した2018年の四神降臨 女流王座決定戦では準優勝、日本プロ麻雀連盟主催の女流プロ麻雀日本シリーズでは3位の成績を残した。しかし西嶋が勤めていた雀荘の客であった夫との間に子供を授かったため一時的に麻雀プロとしての活動を休止させた。2018年8月から復帰した後、女流最高位決定戦では2018年の第18期、2019年の第19期と3連覇を果たしており、同じく2019年の女流プロ麻雀日本シリーズでは準優勝となった。しかし、2020年の女流最高位決定戦では女流最高位の座を伊藤奏子に譲る結果となった。
2022年、女流最高位決定戦優勝。

## 人物・雀風
趣味としては漫画のほか、お酒やネコを挙げている。血液型はA型。雀士としてのキャッチフレーズは「逆転の西嶋」であり、第17期女流最高位決定戦における逆転劇でのタイトル獲得に由来している。2019年のプリンセスリーグの対局ではフレーズ通りの逆転は叶わず予選Aブロック敗退に終わったものの、「切れ味鋭い攻撃力を、存分に感じられる局面も多々あった」と評した者もいた。西嶋は2020年3月時点で、最高位戦のC2リーグに所属している。

## 獲得タイトル
- 女流最高位 4期（第17期、第18期、 第19期[2]、第22期）